# Вшивий (ентомологічний заказник)
«Вши́вий» — об'єкт природно-заповідного фонду Харківської області, ентомологічний заказник місцевого значення. Розташований біля села Антонівка Берестинського району. Загальна площа — 5,8 га. Заказник утворений рішенням № 562 Харківського обласного виконкому від 3 грудня 1984 року. Відповідальний за охорону — ПП «Агропрогрес».

## Опис
Заказник розташований на захід від села Антонівка, біля греблі на річці Вошива, де зберігся фрагмент степового ентомологічного комплексу, трофічно і топічно пов'язаного з цілинними рослинними асоціаціями.
Рельєф цієї території складний, крутизна схилів сягає 15°, експозиція ділянки південно-західна.
Ґрунти заказника належать до типу звичайних змитих чорноземів. Землі сільськогосподарського призначення — пасовища.
Рослинність заказника представлена фрагментами лучних степів із домінуванням таких злаків як пирій повзучий, тонконіг вузьколистий, та чагарникових степів із зіноваттю австрійською (Chamaecytisus austriacus) та караганою кущовою (Caragana frutex). У заказнику зростають цінні лікарські рослини: деревій майже звичайний (Achillea submillefolium), цикорій звичайний, подорожник ланцетолистий (Plantago lanceolata), подорожник великий, подорожник степовий (Plantago stepposa), полин австрійський (Artemisia austriaca).
Основний об'єкт збереження — корисні комахи-запилювачі кормових та інших сільськогосподарських рослин: дикі бджоли, джмелі, метелики.
До ентомофауни заказника належать рідкісні види комах, занесені до Червоної книги України: дибка степова, джміль вірменський, вусач-коренеїд хрестоносець, махаон.
У заказнику мешкає сколія степова (Scolia hirta), яка була у Червоній книзі України, але вилучена з неї у 2009 році, бо популяція виду відновилась до безпечного рівня.
Заказник межує з природними ділянками, на яких добре збереглися рослинні угруповання. Ці нові території можуть мати наукове значення для подальшого заповідання і розширення існуючої площі заказника «Вшивий».

## Заповідний режим
Заказник створений з метою збереження місця поселення корисної ентомофауни та збільшення виробництва насіння еспарцета, люцерни та інших багаторічних трав.
Завданнями заказника є:
- збереження та відновлення чисельності комах-запилювачів кормових та інших сільськогосподарських культур;
- підтримка загального екологічного балансу та забезпечення фонового моніторингу навколишнього природного середовища;
- проведення науково-дослідної та навчально-виховної роботи.

На території забороняється:
- проведення будь-якої господарської діяльності, яка може завдати шкоди заповідному об'єкту та порушити екологічну рівновагу;
- самочинна зміна меж, зміна охоронного режиму;
- будь-яке порушення ґрунтового покриву, видобування корисних копалин, будівництво, геологорозвідування, розорювання земель, забруднення території;
- меліоративні та будь-які інші роботи, що можуть привести до зміни гідрологічного режиму території заказника;
- знищення та зміна видового складу рослинності;
- заготівля лікарських рослин та технічної сировини;
- збір рідкісних та занесених до Червоної книги України видів рослин, їх квітів і плодів;
- використання хімічних речовин для боротьби зі шкідниками та хворобами рослин;
- зберігання на території заказника (та в двокілометровій зоні навкруги) всіх видів пестицидів та агрохімікатів;
- знищення та відлов всіх видів тварин, розорення гнізд, нір;
- організація місць відпочинку, розведення вогнищ;
- прохід та проїзд автотранспорту через територію заказника поза межами доріг, стежок;
- надання земельних ділянок під забудову;
- інші види робіт, що можуть привести до порушення природних зв'язків та природних процесів, втрати наукової, господарської, естетичної цінності природного комплексу заказника.

Дозволяється на території заказника:
- систематичні спостереження за станом природного комплексу;
- проведення комплексних досліджень;
- проведення екологічної освітньо-виховної роботи.

Всі види природокористування на території заказника здійснюються за дозволами Державного управління екології та природних ресурсів в Харківській області. Земельні ділянки для заготівлі сіна та випасання худоби на території заказника визначаються на підставі спеціальних обстежень та експертної оцінки зоологів та ботаніків.